# گمینا ایگووومیا-واوژنگچتسه
گمینا ایگووومیا-واوژنگچتسه (به لهستانی:  Gmina Igołomia-Wawrzeńczyce) یک گمینا در لهستان است که در شهرستان کراکوف واقع شده‌است. گمینا ایگووومیا-واوژنگچتسه ۶۲٫۵۹ کیلومتر مربع مساحت و ۷٬۶۶۱ نفر جمعیت دارد.